# Christian Noiret
Pour les articles homonymes, voir Noiret.
Christian Noiret (Ixelles, 24 décembre 1959) est un homme politique belge de langue française, membre d'Ecolo depuis le milieu des années '90, député wallon de 2009 à 2014.

## Biographie
Il est agrégé de l'enseignement secondaire inférieur, spécialisation "enfance inadaptée"; éducateur spécialisé travaillant quelques années avec des enfants autistes; service civil; coordinateur des Magasins du Monde Oxfam en région liégeoise; tente de développer divers projets économiques en lien avec les pays du Sud; gérant de sociétés commerciales spécialisées en informatique; dirige une agence-conseil en économie sociale (CEDEGES) axé sur les circuits de recyclage (1997-2005);
Il est secrétaire politique de la régionale Huy-Waremme d'Ecolo entre 1998 et 2001; auteur d’études sur l'importance des vols de nuit en termes d'emploi et sur les nuisances sonores et chimiques; président du Comité Village de Sur les Bois; délégué au Conseil de Fédération pendant une dizaine d’années; secrétaire politique de 2007 à 2009; membre du Bureau politique; administrateur de la Sowaer (2006-2009). Député wallon de 2009 à 2014, il est aussi administrateur de l'asbl Meuse-Condroz-Hesbaye MCH; administrateur de la Conférence des élus de Meuse-Condroz-Hesbaye (2011-).

## Carrière politique
- Conseiller communal de Saint-Georges-sur-Meuse (2001-2009)
- Député wallon (2009-2014)